# Giannozzo Pandolfini
Giannozzo Pandolfini (Firenze, anni 1450 – Roma, 13 dicembre 1525) è stato un vescovo cattolico italiano.

## Biografia
Figlio di Pandolfo e di Costanza Guicciardini, era il terzo di sette fratelli. Prese i voti, ma continuò a seguire gli interessi mercantili e finanziari della famiglia, soprattutto nel Regno di Napoli. Fu infatti nominato nel 1484 vescovo di Troia da Sisto IV, con l'assenso di Ferrante d'Aragona, anche come risarcimento alla famiglia per la morte del padre Pandolfo.
Entrato nell'entourage dei papi medicei Leone X e Clemente VII, riuscì ad ottenere i disegni di Raffaello per far costruire un innovativo palazzo famigliare a Firenze. Vasari ricorda come con Raffaello avesse un'amicizia personale, tanto da essere ritratto tra i personaggi dell'Incoronazione di Carlo Magno nella Stanza dell'Incendio di Borgo. Nella sua sede vescovile fece da tramite per abbellirla di svariate opere fiorentine, e lasciò alla cattedrale dei paramenti donatigli da papa Leone X. 
Nel 1522 rinunciò al vescovado in favore del nipote Ferrando (passaggio ufficializzato solo alla sua scomparsa), per dedicarsi ai suoi interessi a Roma, dove morì tre anni dopo. Inizialmente sepolto nella chiesa di San Silvestro al Quirinale, fu poi traslato a Firenze nella cappella Pandolfini adiacente alla badia Fiorentina, luogo di sepoltura familiare La sua sepoltura non deve essere confusa con quella di un suo omonimo avo morto nel 1456 e sepolto in un monumento ad arcosolio della bottega di Bernardo Rossellino sito all’interno della Badia stessa.